# 阿爾卑斯球場
迪爾艾比球場（義大利語：Stadio delle Alpi），位於意大利都靈的體育場館，於1990年落成使用。“Stadio delle Alpi”即指「阿爾卑斯山的球場」，是為了舉行1990年世界盃而興建的。2003年夏季，祖雲達斯向都靈市議會以2500萬歐元購入迪爾艾比球場。
迪爾艾比球場已於2009年拆卸，原址現已改建成尤文圖斯球場（Juventus Stadium）。新球場在2011年開始使用，可容納觀眾數41000人。

## 使用情況
著名賽事
- 1990年世界盃：德國4:3英格蘭

此球場是1990年至2006年間尤文图斯以及都靈的主場。2006年至2009年間此球場沒有任何足球隊使用，因尤文圖斯和都靈的都已改為使用都靈奧林匹克體育場。迪爾艾比球場最多可以容納67,229名觀眾，平均每場觀眾人數是20675人。由於該球場的設計問題，令球場的能見度甚差，因此入場人數長期偏低。